# Recondita armonia
"Recondita armonia" är den första romansen i operan Tosca (1900) av Giacomo Puccini med libretto av Giuseppe Giacosa och Luigi Illica.

## Beskrivning
Den sjungs i den tredje scenen i första akten av målaren Mario Cavaradossi, som beskriver sin kärlek till skönhet, den varma skönheten hos Tosca och den iskalla skönheten hos en flicka som observeras be i kyrkan, vilket inspirerade honom till hans målning av Maria Magdalena som han utför i kyrkan Sant'Andrea della Valle i Rom där handlingen i första akten utspelar sig.
Den förste tenoren som sjöng den var Emilio De Marchi vid premiären av operan på Teatro Costanzi i Rom den 14 januari 1900. Senare framfördes den av andra kända tenorer som Enrico Caruso, Giovanni Martinelli, Aureliano Pertile, Giacomo Lauri-Volpi, Beniamino Gigli, Franco Corelli, Jussi Björling, Ferruccio Tagliavini, Mario Del Monaco, Richard Tucker, Giuseppe Di Stefano, Franco Corelli, Luciano Pavarotti och Plácido Domingo. På 2000-talet sjöngs den av bland andra Jonas Kaufmann och Roberto Alagna.

## Libretto
Recondita armonia di bellezze diverse!

È bruna Floria, l'ardente amante mia.

E te, beltade ignota, cinta di chiome bionde,

Tu azzurro hai l'occhio,

Tosca ha l'occhio nero!

L'arte nel suo mistero,

le diverse bellezze insiem confonde...

Ma nel ritrar costei,

Il mio solo pensiero,

Ah! Il mio sol pensier sei tu,

Tosca, sei tu!